# Georgi Georgiev
Georgi Kostadinov Georgiev (in bulgaro Георги Костадинов Георгиев?; Plovdiv, 10 gennaio 1963) è un ex calciatore bulgaro.

## Carriera

### Club
Georgi Kostadinov Georgiev iniziò la sua carriera calcistica nel Marica Plovdiv, dove giocò dal 1980 al 1984. Sebbene non siano ben documentati i dettagli sulle sue presenze e gol durante questo periodo, il suo talento emerse presto. Successivamente, nel 1984, si trasferì al Trakia Plovdiv, dove restò fino al 1988. Durante i suoi anni al Trakia, Georgiev collezionò 58 presenze e 11 gol, guadagnandosi una reputazione come centrocampista di qualità.
Nel 1988, il suo talento lo portò al CSKA Sofia, uno dei club più prestigiosi della Bulgaria. Qui, Georgiev si affermò come un elemento fondamentale della squadra, giocando 72 partite e segnando 15 gol fino al 1991. La sua esperienza al CSKA lo aiutò a crescere ulteriormente come calciatore, raggiungendo un livello di notorietà nazionale.
Nel 1991 intraprese una nuova avventura internazionale, trasferendosi in Francia per giocare con il Mulhouse. La sua esperienza nel campionato francese si rivelò positiva, con il centrocampista che disputò ben 124 partite e realizzò 23 gol tra il 1991 e il 1996. Il suo contributo fu determinante per la squadra, consolidando la sua carriera anche a livello internazionale.
Nel 1996,m fece ritorno al CSKA Sofia per un breve periodo, giocando 18 partite e segnando 6 gol. L'anno successivo, nel 1997, concluse la sua carriera calcistica con il Marica Plovdiv, dove giocò 19 partite e realizzò 2 gol, segnando la fine della sua lunga carriera professionistica.

### Nazionale
Attivo dal 1981 al 1997, conta 11 presenze con la Bulgaria tra il 1989 e il 1994.

## Palmarès

### Club

#### Competizioni nazionali
- Campionato bulgaro: 2

CSKA Sofia: 1988-1989, 1989-1990
- Coppa di Bulgaria: 2

CSKA Sofia: 1987-1988, 1988-1989